# Communist Party of India (Marxist-Leninist) People's War
Communist Party of India (Marxist-Leninist) People's War, CPI(ML), oftast kallat People's War Group (PWG), var den största av de militanta underjordiska naxalitfaktionerna i Indien fram till 2004, då det gick ihop med Maoist Communist Centre of India, ett liknande parti. Efter sammanslagningen kallas partiet Communist Party of India (Maoist).
CPI(ML), som ingick i Coordination Committee of Maoist Parties and Organizations of South Asia (CCOMPOSA), bekände sig till marxism-leninism-maoismen. Det fördömde deltagande i parlamentariska val, och uppmanade i alla val till röstbojkott. Partiet grundades 1980 av Kondapalli Seetharamaiah, som en vidareutveckling av Central Organizing Committee, CPI(ML) (som upplösts 1977) i Andhra Pradesh. Seetharamaiah hade varit ledare för COC, CPI(ML):s Andhra Pradesh-avdelning. Han uteslöts dock ur partiet 1991.
1998 gick CPI(ML) Party Unity, baserat i Jehenabad i Bihar, samman med PW. 2000 bildade PW People's Guerilla Army. Partiet hade tusentals aktivister organiserade i 'dalams', små gerillaenheter. PW och PGA var främst aktiva i Andhra Pradesh, Orissa, Jharkhand, Bihar och Midnaporedistriktet i Västbengalen.